# Lucilia nigriceps
Lucilia nigriceps este o specie de muște din genul Lucilia, familia Calliphoridae. A fost descrisă pentru prima dată de Macquart în anul 1843. Conform Catalogue of Life specia Lucilia nigriceps nu are subspecii cunoscute.